# マジドッディーン・フィールーザーバーディー

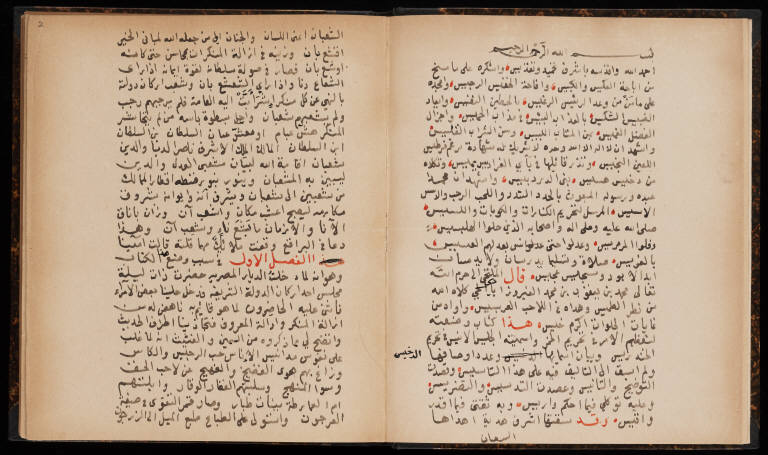
フィールーザーバーディーの代表的な著作『カームース・ムヒート』の冒頭ページ

マジドッディーン・フィールーザーバーディー（ペルシア語: مجدالدین فیروزآبادی, EIr(2012)方式ラテン文字転写: Majid al-Dīn Fīrūzābādī; 1329年生-1415年歿）は、『カームース・ムヒート』というアラビア語の辞書を編纂したことで知られる14-15世紀ペルシア出身の学者。辞書編纂学者、作家、翻訳者、裁判官（カーディー）、シャーフィイー派法学者。

## 名前
フィールーザーバーディーの、より詳細な名前（クンヤとイスム）は、アブー・ターヒル・ムハンマド・ブン・ヤアクーブ・ブン・ムハンマド・ブン・イブラーヒームという。マジドッディーンのラカブがあり、シャーフィイー、シーラーズィー、フィールーザーバーディーのニスバがある。「フィールーザーバーディー」のニスバは、父親の出身地（フィールーザーバード）に基づく。「シーラーズィー」のニスバは当人がシーラーズで学んだことによる。
フィールーザーバーディー自身は、父系リニージを遡るとアブー･バクルの子孫とされるシャイフ・アブー・イスハーク・シーラーズィーがいるとして、みずから「敬虔な人の子孫」を意味する「スィッディーキー」という別名を名乗ることを好んだ。

## 生涯
19-20世紀の東洋学者ブロッケルマンが「アラビア語辞書編纂学の研究」という論文で、複数の資料を比較衡量してフィールーザーバーディーの生涯を再構成している。以下の記述は主にこの論文に基づく。
フィールーザーバーディーは、ヒジュラ暦729年第2ラビー月又は第2ジュマーダー月（1329年2月か4月ごろ）に、カーゼルーンで生まれた。生地で7歳のときまでに聖典クルアーンの章句をすべておぼえ、暗誦者になった。8歳のときにシーラーズへ行き、そこのウラマーのところで見習いをした。さらにワースィトで学んだ後、ヒジュラ暦745年（1344年前後）からバグダードで学んだ。ヒジュラ暦750年（1349年前後）にダマスクスで、諸学をシャーフィイー派法学者のタキーッディーン・スブキーに学んだ。ダマスクスではスブキーのほかにイブン・カイイムやハリール・マーリキーにも学んだ。
伝記作家はその後のフィールーザーバーディーの生涯を「エルサレム時代」と「メッカ時代」と「イエメン時代」の3期に区分する。師のスブキーとの出会いと同年（ヒジュラ歴750年）にフィールーザーバーディーは、師とともにエルサレムに移り住んだ。そしてスブキーから師資相承を受け、若輩ながら弟子をとった。エルサレムでの生活は10年間に及んだ。その後、旅に出るが、どこを遍歴したかは伝記作家によって大幅に異なり、確かなことはわからない。おそらくはカイロと小アジアを訪れたようである。
ヒジュラ歴770年（1368年前後）にフィールーザーバーディーはメッカに移住した。20年ほど住んだのち、インドへ行くためメッカを旅立ち、デリーで5年間活動した。ヒジュラ歴794年（1392年前後）、ティムール朝のスルターンの招きに応じてバグダードへ行った。ティムール朝がパールス地方にまで勢力を拡大するとスルターンに伴いシーラーズにも行った。「跛行者」ティムールはフィールーザーバーディーに最大級の敬意を払ったが、故郷の町々は戦乱による破壊がはなはだしく、大学者を留めておけるだけの余力がなかった。フィールーザーバーディーはホルモズから船に乗り、アラビア半島南部へと向かった。
フィールーザーバーディーは、ヒジュラ暦796年第1ラビー月（1394年1月ごろ）にヤマン（イエメン）にたどり着いた。イエメンのスルターン、マリク・アシュラフ・イスマーイール・ブン・アッバースはフィールーザーバーディーを気に入り、14箇月にわたってタイズの自邸に逗留させた。マリク・アシュラフはさらに、797年ズルヒッジャ月6日（1395年9月22日）にフィールーザーバーディーをイエメンの大カーディー（裁判官長）に任命し、娘を結婚させたうえザビードに住まいを与えた。
ヒジュラ暦802年（1400年）にフィールーザーバーディーはメッカを巡礼し、かつて住んでいた自邸に3人の教師を置いて、穏健なマーリキー法学派のマドラサとして運営していけるように整えた。その翌年、マディーナにいるときに岳父マリク・アシュラフが亡くなったことを知った。その後、ヒジュラ暦805年（1403年）にもメッカ巡礼をするが、この時はすぐにザビードに戻った。フィールーザーバーディーはヒジュラ暦817年シャウワール月20日（1415年1月3日）にザビードで亡くなり、シャイフ・イスマーイール・ジャブルーティー墓地に葬られた。シャイフ・ラマダーン・アティーフィー（رمضان عطیفی）がフィールーザーバーディーの伝記を書き、顕彰している。

## 著作
フィールーザーバーディーは、القاموس المحيط より詳細には、القاموس المحیط و القابوس الوسیط الجامع لما ذَهَبَ مِن کلام العرب شماطیط というアラビア語辞書を編纂した。4部からなり、最も重要な著作である。日本語では『言海』という訳題例がある。本項では便宜的に『カームース・ムヒート』と呼ぶ。

60巻からなるそれを要約し、للامع المعلم العجاب الجامع بین المحکم و العباب として2巻にまとめた。بصائر ذوی التمییز فی لطائف الکتاب العزیز は2巻本。
その他、フィールーザーバーディーの作ったタスニーフ形式の抒情詩が40ほど知られる。